# Daniel Klesch

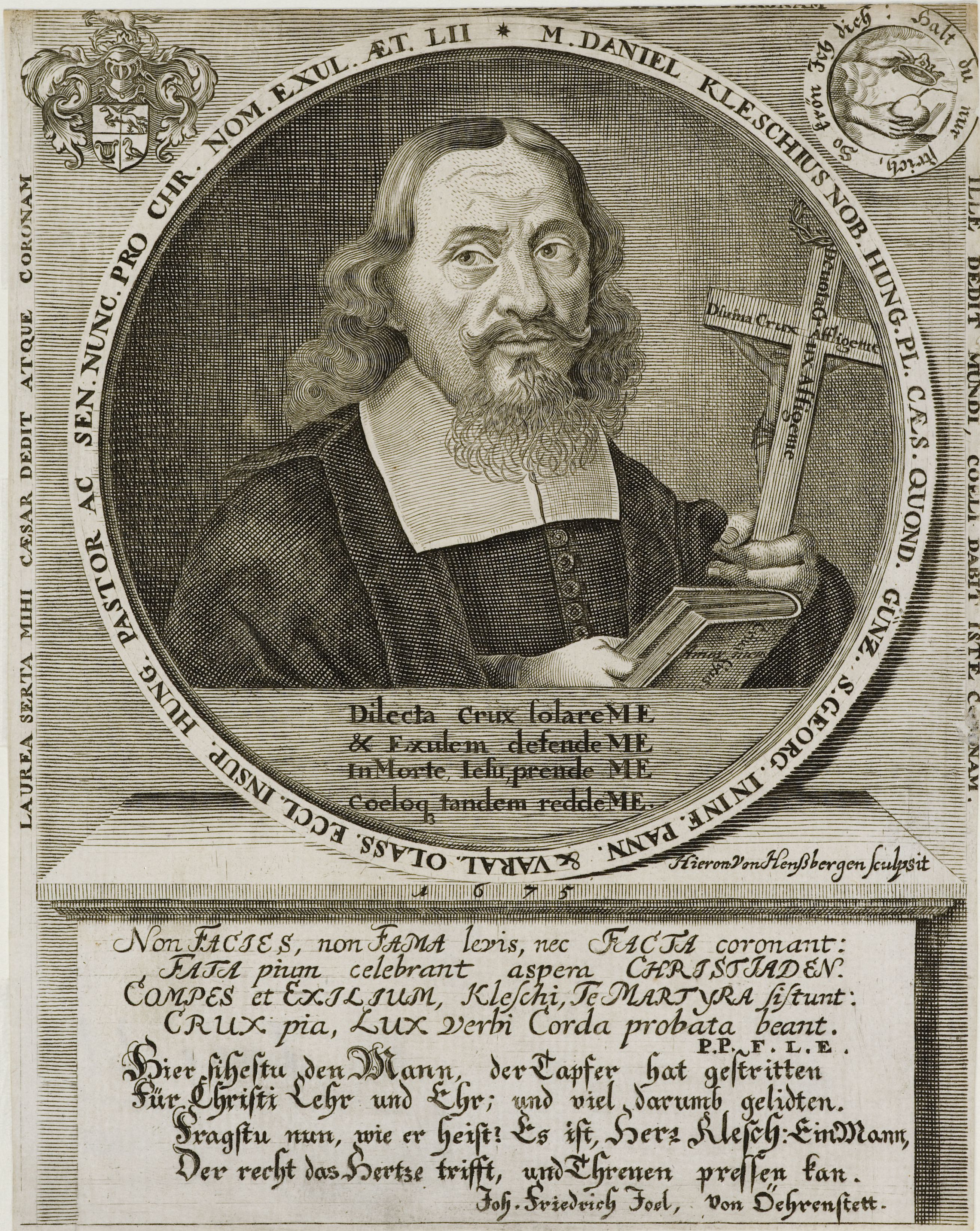
Daniel Klesch, Kupferstich von Hieronymus von Hensbergen (1675)

Daniel Klesch (auch: Daniel Klesch von Iglo; * 22. Februar 1624 in Iglo; † 1697 in Berlin) war ein karpatendeutscher lutherischer Theologe und Lyriker.

## Leben
Der ältere Bruder von Christoph Klesch studierte ab 1644 an der Universität Wittenberg und an der Universität Straßburg. In Wittenberg erlangte er 1649 den akademischen Grad eines Magisters und wurde mit der Dichterkrone gekrönt. 1652 erhielt er das Adelspatent, war bis 1659 Konrektor in Ödenburg und gelangte an ein Pfarramt in Günz. Durch die Vertreibung der evangelischen Geistlichen aus Ungarn musste er als Senior der Pfarrerschaft der 24 Königlichen Städte 1674 auf sein Amt verzichten.
Nachdem er bereits 1673 in Haft gehalten wurde, gelangte er 1676 als Schulrektor nach Jena. Von dort erhielt er 1682 eine Gymnasialprofessur in Weißenfels und gelangte noch im selben Jahr an die Superintendentur in Heldrungen. Weil er die lutherische Lehre mit seiner Auslegung der Apokalypse (Bestia Bicornis) angegriffen hatte, wurde er 1690 als „Schwärmer“ seines Amtes enthoben. In den letzten Jahren hielt er sich vorwiegend in Hamburg und Berlin auf, wo er von einem Gnadengeld des brandenburgischen Kurfürsten Friedrich III. (I.) lebte.
Klesch hat sich als Verfasser von Predigten, Liedern, Gedichten und gelegentlicher Schriften hervorgetan. In der Deutschgesinnten Genossenschaft führte er den Namen der Huldende, in der Fruchtbringenden Gesellschaft den Namen der Kräftigste und in der Fruchtbringenden Jesus-Gesellschaft der Kriechende.

## Werke (Auswahl)
- Apostolica Status Ratio In Politeumate Coelico Pauli ... Das ist: Geistl.-Apostol. Staatist. Hamburg 1675
- Homagium Sacrum, Palmarium Rationis Status Mysticae Axioma, Hoc est: Specimen Fidelitatis Primum ac Perpetuum Praecone Esaia Cap. LX. ... Hamburg 1676
- Eiliger Vortrab Geistlicher Madrigalischer Seelen-Lust/ Oder Sontägl. Evangelischer Erquickungs-Stunden/ In welchem die darinnen enthaltenen sonderbahren Biblischen Kern- und Krafft-Sprüche in lustigen Madrigalien an- und ausgeführet werden ... Jena : Werther, 1677
- Treuhertzige Wächter-Stim[m]/ Welche In seinem Elend erhoben und an seine Lieb-gewesene Auch vormahls Ampts- und Kirchen-Aufsicht wegen ordentlich anvertraute Evangelische Pfarr-Gemeinen In Ober- und Nieder-Ungarn ergehen lassen : In einem beweglichen und tröstlichen Sende-Schreiben. Jena 1679
- Baculus Exilii. Der Elend-Stab. Amsterdam 1682
- Bestia Bicornis, Apocalyptice detecta & monstrata, Canonico Joannis Theologi enthei penicillo adumbrata, vivis suis depicta coloribus & examussim effigiata, ... Das ist: Das Zweygehörnte Thier/ aus dem Göttlichen Offenbarungs-Buch St. Johannis am XIII. Cap. von dem 11. biß zum 18. vers. Mit seinem behörigen Merckmahlen. Merseburg 1686
- Wieder-Hall und Gegenschall Einer bekanten Offenbahrungs-Stim[m]e auf einer wohlklingenden Lauten/ Eines laut-spielenden geist-künstlich geübten Lauten-Schlägers. Ohne Ort 1692

### Bibliographie
- Karl F. Otto, Jonathan P. Clark: Bibliographia Kleschiana: the writings of a Baroque family. Columbia, SC: Camden House 1996.